# بيل إكس بي-77

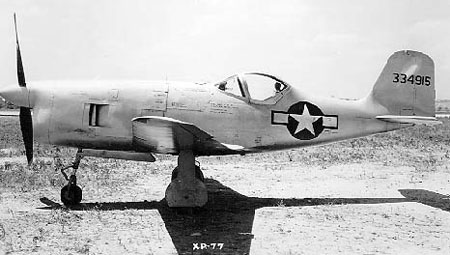

كان بيل إكس بي-77 أصله في طلب سلاح الجو الأمريكي قبل الحرب التي من شأنها أن تكون أصغر وأسرع وأكثر قدرة على المناورة أكثر من أي مقاتل ثم في الوجود. وكان سلاح الجو الأمريكي مهتم بشكل خاص في استكشاف إمكانية استخدام مواد غير الاستراتيجية مثل الخشب، خوفا من أن نقص الألومنيوم قد تتحقق.
في 30 أكتوبر 1941، طلب سلاح الجو الأمريكي رسميا كبير المصممين بيل، روبرت وودز، لدراسة المشكلة. في وقت لاحق لمدة ستة أشهر، قدم وودز تصميم لجناح أحادية السطح المنخفض مع جهاز الهبوط دراجة ثلاثية العجلات وجناح الصفحي تدفق مجهزة اللوحات تشغيلها يدويا. كان هيكل أن تكون كلها تقريبا من الخشب، ولكن مع الجلد صفح المعادن.
أعطى جرس مشروع تعيين شركة تراي-4، وتعيين كونه اختزالا لمتطلبات سلاح الجو الأمريكي ل «400 حصان». . وتشير التقديرات إلى أن تصل سرعتها القصوى إلى 410 ميلا في الساعة في 27،000 قدم يمكن أن يتحقق مع هذا المحرك. كان التسلح لكان زوج من الرشاشات 0.50 بوصة في جسم الطائرة بالإضافة إلى واحد 20 ملم مدفع إطلاق النار خلال محور المروحة.